# Saison 1982-1983 de l'AS Saint-Étienne
ol
Chronologie
Saison précédente Saison suivante
Cette page présente la saison 1982-1983 de l'AS Saint-Étienne. Le club évolue en Division 1, en Coupe de France et en Coupe de l'UEFA.

## Résumé de la saison
- Le club termine 14e au classement.
- En Coupe de France, le club ne va pas très loin non plus éliminé en 16e de finale par Martigues, club de Division 2.
- En Coupe de l'UEFA, le club passe un tour et se fait ensuite éliminer.
- 2 joueurs se partagent la première place de meilleur buteur avec un total de 10 buts : Bernard Genghini et Laurent Roussey
- Plusieurs présidents se succèdent cette saison. André Buffard a été intronisé le 24 mai dernier et reste jusqu'au 9 août. Suit ensuite Henri Fieloux entre le 9 août et 9 décembre, puis Paul Bressy jusqu'à la fin de la saison.
- Robert Herbin est écarté de son poste d'entraîneur fin décembre 1982. Guy Briet le remplace à la rentrée de janvier 1983.
- Énormément de mouvements durant cet intersaison. Notons simplement les départs de Michel Platini et du charismatique Christian Lopez.

## Équipe professionnelle

### Transferts
| Nom                  | Nationalité | Poste     | Transfert      | Provenance/Destination | Division   |
| -------------------- | ----------- | --------- | -------------- | ---------------------- | ---------- |
| Arrivées             |             |           |                |                        |            |
| Philippe Mahut       |             | Défenseur | Transfert      | FC Metz                | Division 1 |
| Firmin Pérez         |             | Défenseur | -              | Formé au club          | -          |
| Thierry Wolff        |             | Défenseur | -              | Formé au club          | -          |
| Patrice Ferri        |             | Milieu    | -              | Formé au club          | -          |
| Alain Moizan         |             | Milieu    | Transfert      | Lyon                   | Division 1 |
| Bernard Genghini     |             | Milieu    | Transfert      | Sochaux                | Division 1 |
| Jean-François Daniel |             | Milieu    | -              | Formé au club          | -          |
| Gilles Peycelon      |             | Milieu    | -              | Formé au club          | -          |
| Pascal Carrot        |             | Attaquant | -              | Formé au club          | -          |
| Patrice Chillet      |             | Attaquant | -              | Formé au club          | -          |
| Flemming Christensen |             | Attaquant | Transfert      | Lyngby                 | Division 1 |
| Départs              |             |           |                |                        |            |
| Christian Lopez      |             | Défenseur | Transfert      | Toulouse FC            | Division 1 |
| Bernard Gardon       |             | Défenseur | Arrêt carrière | -                      | -          |
| Philippe Millot      |             | Défenseur | Transfert      | Lyon                   | Division 1 |
| Michel Platini       |             | Milieu    | Transfert      | Juventus               | Serie A    |
| Raoul Nogues         |             | Attaquant | Transfert      | Racing Club de Paris   | Division 2 |
| Benny Nielsen        |             | Attaquant | Arrêt carrière | -                      | -          |
| Eric Bellus          |             | Attaquant | Prêt           | FC Metz                | Division 1 |

### Championnat

#### Matchs allers
| Date       | N o | Adversaire             | Lieu | Résultat | Buteurs pour Saint-Étienne       | Points | Classement |
| ---------- | --- | ---------------------- | ---- | -------- | -------------------------------- | ------ | ---------- |
| 10/08/1982 | J01 | Bastia                 | Ext. | 2 – 1    | Roussey 87e                      | 0      | 13         |
| 17/08/1982 | J02 | Stade brestois         | Dom. | 0 – 0    | -                                | 1      | 15         |
| 24/08/1982 | J03 | Stade lavallois        | Ext. | 0 – 0    | -                                | 2      | 13         |
| 27/08/1982 | J04 | Paris-Saint-Germain FC | Dom. | 1 – 1    | Zanon 36e                        | 3      | 16         |
| 03/09/1982 | J05 | Olympique lyonnais     | Ext. | 2 – 1    | Rep 29e                          | 3      | 16         |
| 10/09/1982 | J06 | Toulouse               | Dom. | 2 - 1    | Roussey 24e, Larios 68e          | 5      | 16         |
| 21/09/1982 | J07 | FC Sochaux             | Ext. | 3 - 0    | -                                | 5      | 18         |
| 24/09/1982 | J08 | FC Metz                | Dom. | 3 - 1    | Roussey 13e 66e, Larios 23e      | 7      | 12         |
| 02/10/1982 | J09 | Lille OSC              | Ext. | 1 – 1    | Roussey 15e                      | 8      | 12         |
| 12/10/1982 | J10 | AJ Auxerre             | Dom. | 1 - 0    | Genghini 14e                     | 10     | 9          |
| 14/10/1982 | J11 | FC Tours               | Ext. | 0 - 2    | Genghini 29e, Rep 84e            | 12     | 7          |
| 26/10/1982 | J12 | FC Rouen               | Dom. | 1 - 0    | Battiston 44e                    | 14     | 5          |
| 29/10/1982 | J13 | RC Strasbourg          | Ext. | 2 - 0    | -                                | 14     | 9          |
| 06/11/1982 | J14 | AS Monaco FC           | Ext. | 2 – 2    | Roussey 6e, Battiston 37e        | 15     | 8          |
| 16/11/1982 | J15 | RC Lens                | Dom. | 0 - 1    | -                                | 15     | 10         |
| 20/11/1982 | J16 | AS Nancy Lorraine      | Ext. | 3 - 1    | Mahut 31e                        | 15     | 11         |
| 05/12/1982 | J18 | FC Mulhouse            | Ext. | 1 - 0    | -                                | 15     | 15         |
| 12/12/1982 | J19 | Bordeaux               | Dom. | 3 - 1    | Oleksiak 15e, Zanon 17e, Rep 85e | 17     | 14         |
| 15/12/1982 | J17 | FC Nantes              | Dom. | 0 - 1    | -                                | 17     | 15         |

#### Matchs retours
| Date       | N o | Adversaire             | Lieu | Résultat | Buteurs pour Saint-Étienne | Points | Classement |
| ---------- | --- | ---------------------- | ---- | -------- | -------------------------- | ------ | ---------- |
| 19/12/1982 | J20 | Stade brestois         | Ext. | 4 – 2    | Genghini 19e, Rep 28e      | 17     | 16         |
| 16/01/1983 | J21 | Stade lavallois        | Dom. | 1 – 1    | Zanon 70e                  | 18     | 15         |
| 22/01/1983 | J22 | Paris-Saint-Germain FC | Ext. | 4 – 1    | Janvion 82e                | 18     | 18         |
| 30/01/1983 | J23 | Olympique lyonnais     | Dom. | 1 - 0    | Roussey 48e                | 20     | 15         |
| 05/02/1983 | J24 | Toulouse               | Ext. | 1 – 1    | Paganelli 66e              | 21     | 15         |
| 20/02/1983 | J25 | FC Sochaux             | Dom. | 0 - 1    | -                          | 21     | 17         |
| 27/02/1983 | J26 | FC Metz                | Ext. | 1 – 1    | Roussey 9e                 | 22     | 17         |
| 09/03/1983 | J27 | Lille OSC              | Dom. | 1 - 0    | Zanon 41e                  | 24     | 14         |
| 19/03/1983 | J28 | AJ Auxerre             | Ext. | 4 - 1    | Lestage 4e                 | 24     | 17         |
| 29/03/1983 | J29 | FC Tours               | Dom. | 0 – 0    | -                          | 25     | 16         |
| 01/04/1983 | J30 | FC Rouen               | Ext. | 0 - 1    | Genghini 54e               | 27     | 13         |
| 08/04/1983 | J31 | RC Strasbourg          | Dom. | 0 – 0    | -                          | 28     | 14         |
| 19/04/1983 | J32 | AS Monaco FC           | Dom. | 2 - 0    | Rep 62e, Zanon 80e         | 30     | 14         |
| 29/04/1983 | J33 | RC Lens                | Ext. | 4 - 2    | Genghini 47e, Zanon 78e    | 30     | 14         |
| 06/05/1983 | J34 | AS Nancy Lorraine      | Dom. | 3 - 4    | Genghini 8e 75e, Rep 21e   | 30     | 14         |
| 13/05/1983 | J35 | FC Nantes              | Ext. | 4 - 2    | Christensen 56e, Rep 82e   | 30     | 14         |
| 20/05/1983 | J36 | FC Mulhouse            | Dom. | 1 - 0    | Battiston 11e              | 32     | 14         |
| 24/05/1983 | J37 | Bordeaux               | Ext. | 1 – 1    | Genghini 20e               | 33     | 14         |
| 03/06/1983 | J38 | Bastia                 | Dom. | 1 – 1    | Paganelli 26e              | 34     | 14         |

### Classement final
En cas d'égalité entre deux clubs, le premier critère de départage est la différence de buts.
| Rang | Équipe                   | Pts | J  | G  | N  | P  | Bp | Bc | Diff |
| ---- | ------------------------ | --- | -- | -- | -- | -- | -- | -- | ---- |
| 1    | FC Nantes                | 58  | 38 | 24 | 10 | 4  | 77 | 29 | +48  |
| 2    | FC Girondins de Bordeaux | 48  | 38 | 20 | 8  | 10 | 67 | 48 | +19  |
| 3    | Paris-Saint-Germain FC C | 47  | 38 | 20 | 7  | 11 | 66 | 49 | +17  |
| 4    | RC Lens                  | 44  | 38 | 18 | 8  | 12 | 64 | 55 | +9   |
| 5    | Stade lavallois          | 44  | 38 | 15 | 14 | 9  | 42 | 41 | +1   |
| 6    | AS Monaco FC T           | 43  | 38 | 14 | 15 | 9  | 55 | 35 | +20  |
| 7    | AS Nancy Lorraine        | 41  | 38 | 17 | 7  | 14 | 74 | 61 | +13  |
| 8    | AJ Auxerre               | 38  | 38 | 12 | 14 | 12 | 56 | 48 | +8   |
| 9    | FC Metz                  | 37  | 38 | 13 | 11 | 14 | 66 | 67 | -1   |
| 10   | FC Brest Armorique       | 37  | 38 | 11 | 15 | 12 | 53 | 63 | -10  |
| 11   | Toulouse FC P            | 36  | 38 | 15 | 6  | 17 | 52 | 66 | -14  |
| 12   | FC Sochaux               | 35  | 38 | 9  | 17 | 12 | 52 | 53 | -1   |
| 13   | Lille OSC                | 34  | 38 | 13 | 8  | 17 | 38 | 45 | -7   |
| 14   | AS Saint-Étienne         | 34  | 38 | 11 | 12 | 15 | 41 | 52 | -11  |
| 15   | RC Strasbourg            | 33  | 38 | 11 | 11 | 16 | 40 | 51 | -11  |
| 16   | FC Rouen P               | 32  | 38 | 11 | 10 | 17 | 45 | 54 | -9   |
| 17   | SEC Bastia               | 32  | 38 | 9  | 14 | 15 | 41 | 52 | -11  |
| 18   | FC Tours                 | 31  | 38 | 12 | 7  | 19 | 58 | 68 | -10  |
| 19   | Olympique lyonnais       | 28  | 38 | 11 | 6  | 21 | 57 | 77 | -20  |
| 20   | FC Mulhouse P            | 28  | 38 | 10 | 8  | 20 | 46 | 76 | -30  |

Victoire à 2 points
Qualifications européennes
Coupe des clubs champions européens
- 1er : 1er tour (1/16 de finale)

Coupe d'Europe des vainqueurs de coupe
- Vainqueur de la Coupe de France : 1er tour (1/16 de finale)

Coupe UEFA
- 2e, 4e et 5e : 1er tour (1/32 de finale)

Relégation
- 18e : barrage de relégation en Division 2
- 19e et 20e : relégation en Division 2

Abréviations
T : Tenant du titre

CF : Vainqueur de la Coupe de France 1982-83

P : Promus de Division 2
- Les vainqueurs des deux groupes de D2, le Stade rennais FC et le SC Toulon, obtiennent la montée directe en D1. Les deux deuxièmes des groupes s'affrontent en barrages : le Nîmes Olympique bat le Stade de Reims (3-1 puis 0-1) et gagne le droit de défier le 18e de D1, le FC Tours, pour obtenir la troisième place en D1. C'est finalement le Nîmes Olympique qui remporte ce barrage (1-1 puis 3-1) et obtient la montée en D1 alors que le FC Tours est relégué.

### Coupe de France

#### Tableau récapitulatif des matchs
| Date       | N o                     | Adversaire | Lieu                                  | Résultat | Buteurs pour Saint-Étienne            | Suite                               |
| ---------- | ----------------------- | ---------- | ------------------------------------- | -------- | ------------------------------------- | ----------------------------------- |
| 12/02/1983 | 32èmes de finale        | AJ Auxerre | Parc des Princes , Paris              | 0 - 1    | Genghini 53e                          | Qualifiés pour les 16èmes de finale |
| 05/03/1983 | 16èmes de finale aller  | Martigues  | Stade Francis Turcan, Martigues       | 3 - 0    | -                                     | -                                   |
| 12/03/1983 | 16èmes de finale retour | Martigues  | Stade Geoffroy-Guichard,Saint-Étienne | 3 - 0    | Carrot 4e, Battiston 82e, Roussey 84e | Éliminés aux tirs au but            |

### Coupe de l'UEFA
| Date       | N o             | Adversaire     | Lieu                                  | Résultat | Buteurs pour Saint-Étienne                    | Suite                         |
| ---------- | --------------- | -------------- | ------------------------------------- | -------- | --------------------------------------------- | ----------------------------- |
| 15/09/1982 | 1er Tour aller  | FC Tatabánya   | Stade Geoffroy-Guichard,Saint-Étienne | 4 - 1    | Rep 4e, Daniel 73e, Roussey 87e, Genghini 90e | -                             |
| 29/09/1982 | 1er Tour retour | FC Tatabánya   | Sagvari Endre út, Tatabánya           | 0 – 0    | -                                             | Qualifiés pour le second tour |
| 20/10/1982 | 2e Tour aller   | Bohemians 1905 | Stade Geoffroy-Guichard,Saint-Étienne | 0 – 0    | -                                             | -                             |
| 03/11/1982 | 2e Tour retour  | Bohemians 1905 | Stade Ďolíček,Prague                  | 4 - 0    | -                                             | Éliminés                      |

### Statistiques

#### Équipe-type
| \| Castaneda (Janvion) Oleksiak Mahut Lestage Battiston (Wolff) Colleu Zanon (Daniel) (Moizan) Genghini Rep Christensen Roussey (Paganelli) \| Équipe-type de la saison 1982-1983 |
| Castaneda (Janvion) Oleksiak Mahut Lestage Battiston (Wolff) Colleu Zanon (Daniel) (Moizan) Genghini Rep Christensen Roussey (Paganelli)                                          |

#### Buteurs
| Place | Nom                  | Division 1 | Coupe de France | Coupe de l'UEFA | TOTAL des BUTS |
| 1     | Bernard Genghini     | 8 buts     | 1 but           | 1 but           | 10 buts        |
| 1     | Laurent Roussey      | 8 buts     | 1 but           | 1 but           | 10 buts        |
| 3     | Johnny Rep           | 7 buts     | -               | 1 but           | 8 buts         |
| 4     | Jean-Louis Zanon     | 6 buts     | -               | -               | 6 buts         |
| 5     | Patrick Battiston    | 3 buts     | 1 but           | -               | 4 buts         |
| 6     | Laurent Paganelli    | 2 buts     | -               | -               | 2 buts         |
| 6     | Jean-François Larios | 2 buts     | -               | -               | 2 buts         |
| 8     | Gérard Janvion       | 1 but      | -               | -               | 1 but          |
| 8     | Thierry Oleksiak     | 1 but      | -               | -               | 1 but          |
| 8     | Philippe Mahut       | 1 but      | -               | -               | 1 but          |
| 8     | Patrice Lestage      | 1 but      | -               | -               | 1 but          |
| 8     | Jean-François Daniel | -          | -               | 1 but           | 1 but          |
| 8     | Flemming Christensen | 1 but      | -               | -               | 1 but          |
| 8     | Pascal Carrot        | -          | 1 but           | -               | 1 but          |
| #     | contre son camp      | -          | -               | -               | -              |
| Total | 14 buteurs           | 41 buts    | 4 buts          | 4 buts          | 49 buts        |

Date de mise à jour : le 27 août 2015.

#### Affluences
247 258 spectateurs ont assisté à une rencontre au stade cette saison, soit une moyenne de 11 239 par match.
22 rencontres ont eu lieu à Geoffroy-Guichard durant la saison.

Affluence de l'AS Saint-Étienne à domicile

### Équipe de France
6  stéphanois auront les honneurs de l’Equipe de France cette saison : Bernard Genghini , Patrick Battiston , Philippe Mahut  (4sélections) , Gérard Janvion et Laurent Roussey (2 sélections) , Jean Castaneda avec 1 sélection .
| Joueurs           | Position          | Date       | Lieu       | Adversaire  | Type rencontre | Score | Temps de jeu | Buts | Cartons |
| Gérard Janvion    | Défenseur         | 31.08.1982 | Paris      | Pologne     | Amical         | 0 - 4 | 90           | -    | -       |
| Gérard Janvion    | Défenseur         | 06.10.1982 | Paris      | Hongrie     | Amical         | 1 - 0 | 5            | -    | -       |
| Philippe Mahut    | Défenseur         | 31.08.1982 | Paris      | Pologne     | Amical         | 0 - 4 | 45           | -    | -       |
| Philippe Mahut    | Défenseur         | 06.10.1982 | Paris      | Hongrie     | Amical         | 1 - 0 | 90           | -    | -       |
| Philippe Mahut    | Défenseur         | 16.02.1983 | Guimaraes  | Portugal    | Amical         | 0 - 3 | 90           | -    | -       |
| Philippe Mahut    | Défenseur         | 23.03.1983 | Paris      | URSS        | Amical         | 1 – 1 | 78           | -    | -       |
| Patrick Battiston | Défenseur         | 10.11.1982 | Rotterdam  | Pays-Bas    | Amical         | 1 - 2 | 90           | 12e  | -       |
| Patrick Battiston | Défenseur         | 16.02.1983 | Guimaraes  | Portugal    | Amical         | 0 - 3 | 90           | -    | -       |
| Patrick Battiston | Défenseur         | 23.03.1983 | Paris      | URSS        | Amical         | 1 – 1 | 90           | -    | -       |
| Patrick Battiston | Défenseur         | 31.05.1983 | Luxembourg | Belgique    | Amical         | 1 – 1 | 90           | -    | -       |
| Bernard Genghini  | Milieu de terrain | 31.08.1982 | Paris      | Pologne     | Amical         | 0 - 4 | 90           | -    | -       |
| Bernard Genghini  | Milieu de terrain | 06.10.1982 | Paris      | Hongrie     | Amical         | 1 - 0 | 64           | -    | -       |
| Bernard Genghini  | Milieu de terrain | 23.04.1983 | Paris      | Yougoslavie | Amical         | 4 - 0 | 11           | -    | -       |
| Bernard Genghini  | Milieu de terrain | 31.05.1983 | Luxembourg | Belgique    | Amical         | 1 – 1 | 86           | -    | -       |
| Jean Castaneda    | Gardien           | 06.10.1982 | Paris      | Hongrie     | Amical         | 1 - 0 | 90           | -    | -       |
| Laurent Roussey   | Attaquant         | 06.10.1982 | Paris      | Hongrie     | Amical         | 1 - 0 | 85           | 65e  | -       |
| Laurent Roussey   | Attaquant         | 10.11.1982 | Rotterdam  | Pays-Bas    | Amical         | 1 - 2 | 57           | -    | -       |